# Alice Alldredge
Alice Alldredge est une océanographe et biologiste marine américaine qui étudie la neige marine, le cycle du carbone, les microbes et le plancton dans l'écologie de l'océan. Elle mène des recherches en haute mer, dans son laboratoire de l'université de Californie, à Santa Barbara, ainsi qu'en collaboration avec le réseau de recherche écologique à long terme (LTER) sur le site de recherche écologique à long terme du récif corallien de Mo'orea (MCR LTER), à Mo'orea, en Polynésie française. Selon la liste annuelle ISI Web of Knowledge publiée par Thomson Reuters, elle est l'un des chercheurs scientifiques les plus cités depuis 2003.

## Biographie
Alice Louise Alice Alldredge est née en 1949 à Denver, dans le Colorado (États-Unis). Elle est diplômée de la Merrit Hutton High School de Thornton, dans le Colorado, et obtient un diplôme de premier cycle en biologie au Carleton College en 1971. Son père est une source d'inspiration pour son intérêt pour la science et sa mère a également été un modèle. Elle poursuit ses études pour obtenir un doctorat en 1975 à l'université de Californie, à Davis. Entre 1975 et 1976, elle étudie à l'Australian Institute of Marine Science en tant que boursière postdoctorale de l'OTAN.
Elle rejoint la faculté de l'université de Californie, Santa Barbara en 1976 et mène des recherches sur l'écologie océanique. Elle découvre l'existence d'abondantes particules de gel appelées Transparent Exopolymer Particles (TEP) et de zooplancton démersal, décrivant leur migration et leur dispersion dans les récifs coralliens, les prairies sous-marines et les plaines de sable à marée. Elle est une autorité en matière de neige marine, les particules qui se déposent au fond des océans, et le cycle du carbone dans la mer. Grâce à ses travaux sur la neige marine, Alldredge a modifié la compréhension du flux de particules et est la première à quantifier les taux de descente observés de la neige marine, "montrant que la neige marine descend assez rapidement pour délivrer des quantités importantes de carbone organique aux profondeurs de la mer".
En plus de son enseignement et de ses recherches à UC-Santa Barbara, Alice Alldredge travaille sur le récif corallien de Mo'orea en tant que chercheuse dans le cadre de l'étude LTER à Mo'orea, en Polynésie française, où elle étudie les courants et les forces qui affectent le transport de l'eau de l'île. En plus d'évaluer l'effet biologique du zooplancton et des poissons sur le récif, les scientifiques évaluent les caractéristiques biochimiques et les différences entre les eaux du récif et les eaux du large. Alldredge est reconnue pour son rôle dans le classement de l'UC-Santa Barbara en tant que 7e meilleure université mondiale sur la base de son impact scientifique global et de son record de collaboration. Elle est dans le top 0,1% des chercheurs les plus cités de l'ISI Web of Knowledge et y est restée depuis 2003.
En 1990, Alice Alldredge est élue membre de l'Association américaine pour l'avancement des sciences, en 1992 elle remporte la médaille Henry Bryant Bigelow de la Woods Hole Oceanographic Institution, et en 1995, Elle obtient la première chaire du programme d'études supérieures en sciences marines de l'UC-Santa Barbara, qu'elle a occupée jusqu'en 2004 et reçoit 5 000 dollars. En 1996, elle reçoit le Distinguished Teaching Award for Sciences de l'UC-Santa Barbara, et en 1998, elle est choisie comme membre de l'American Geophysical Union.
En 2004, Alice Alldredge devient présidente du département d'écologie, d'évolution et de biologie marine de l'UC-Santa Barbara. En 2008, elle reçoit le prix G. Evelyn Hutchinson de l'American Society of Limnology and Oceanography et en 2011, elle reçoit le Alumni Association Distinguished Achievement Award du Carleton College.